# Лоренцо (ураган, 2019)
Ураган «Лоренцо» (англ. Hurricane Lorenzo) — мощный атлантический тропический циклон, типа Кабо-Верде, самый восточный ураган 5 категории за всю историю наблюдений. Двенадцатый именованный шторм, пятый ураган, третий крупный ураган и второй ураган 5-й категории сезона ураганов в Атлантике в 2019 году.
В конце сентября — начале октября сильные ветра и волны были вызваны ураганом, затронули большую часть Атлантического бассейна. 27 сентября французское судно «Бурбон Род» перевернулось в бушующем океане; из 14 членов экипажа трое были спасены, четверо утонули, а остальные семь считаются погибшими. Четыре человека утонули вдоль побережья Северной Каролины, а два человека были найдены мертвыми после того, как их смыло волнами на побережье Нью-Йорка. Опасные условия распространились также на Бермудские острова и на юг до Карибского побережья Южной Америки. 2 октября Лоренцо прошёл недалеко от западных Азорских островов, ненадолго принес сильные ветры на большую часть архипелага. В Флореси Корво ветер достигал с 163 км/ч, затем 3 и 4 октября внетропические остатки Лоренцо поразили Ирландию и Соединенное королевство, вызвав порывистые ветры и проливные дожди. Общий ущерб от урагана оценивается в 367 млн долларов.

## Метеорологическая история

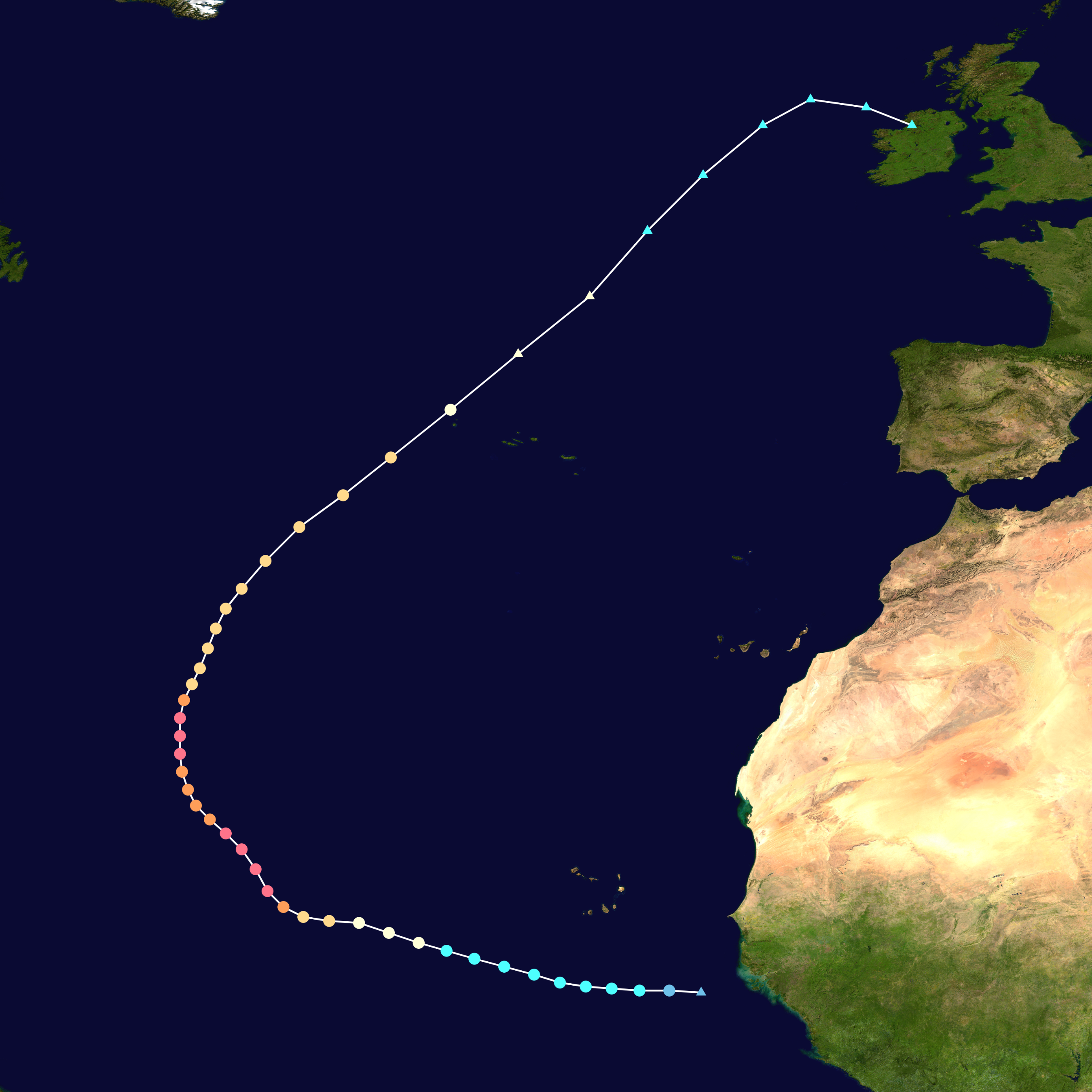
Карта пути и интенсивности Урагана Лоренцо по шкале Саффира — Симпсона

19 сентября Национальный центр ураганов (NHC) начал наблюдение за тропической волной, которая, согласно прогнозам, поднимется с западного побережья Африки. Тропическая волна вышла в Атлантический океан 22 сентября. Благодаря благоприятным условиям система быстро организовалась, и в 00:00 UTC следующего дня волна организовалась в Тринадцатую тропическую депрессию. Шесть часов спустя система превратилась в тропический шторм и получила название Лоренцо, находясь к югу от Кабо-Верде. Лоренцо ещё больше усилился в ураган 1 категории рано утром 25 сентября на следующий стал ураганом 2 категории. В течение последующих 48 часов шторм быстро усилился, достигнув своей начальной пиковой интенсивности как ураган 4 категории с ветром 145 миль в час (230 км/ч) и центральным давлением 937 мбар (гПа; 27,67 дюйма ртутного столба).) в 00:00 UTC 27 сентября.
Когда Лоренцо начал медленно поворачивать на север, ураган ослабел с началом цикла замены стенок глаз и вторжением сухого воздуха. Несмотря на то, что повторное усиление не прогнозировалось из-за умеренного сдвига ветра и низкого содержания тепла в океане, Лоренцо не оправдал ожиданий и быстро превратился в ураган 4 категории после завершения замены стенки глаза. Продолжая усиливаться, Лоренцо достиг 5-й категории силы в 03:00 UTC 29 сентября, став самым восточным ураганом такой интенсивности, зарегистрированным в Атлантическом бассейне, превзойдя ураган Хьюго 1989 года.
Пик Лоренцо был недолгим из-за увеличения сдвига ветра, более прохладной воды и вторжения сухого воздуха; ураган утратил свой статус категории 5 через 3 часа после пика интенсивности и ослаб быстрее, чем усилился. К 18:00 по всемирному координированному времени, всего через 15 часов после пика интенсивности, он ослабел ниже силы сильного урагана. Большой размер урагана привел к тому, что он поднял прохладную воду. Рано 2 октября Лоренцо начал переход во внетропический район, пройдя к западу от острова Флорес. К этому времени он ослаб до урагана 1 категории, но все ещё дул ураганный ветер на острова. Лоренцо стал полностью внетропическим к 12:00 UTC 2 октября. Внетропический циклон продолжал быстро двигаться на северо-восток, поддерживая обширное поле ветра, что привело к продолжительному периоду ураганных ветров для Ирландии. Вскоре после этого центр циркуляции циклона стал нечетким.

## Подготовка и последствия

IR Animation of Hurricane Lorenzo reaching peak intensity, September 29 – SSEC/CIMSS, University of Wisconsin–Madison.

### Бурбонский Род
26 сентября якорь под флагом Люксембурга, обслуживающий буксир Bourbon Rhode с 14 членами экипажа на борту, подал сигнал бедствия в 08:20 по всемирному времени примерно в 70 милях (110 км) от глаза Лоренцо — примерно в 1110 миль (1790 км) к западу от Кабо-Верде. В то время ураган быстро усиливался от 2 категории до 4 категории. Корабль продолжал принимать сигналы до 12:20 UTC, к этому времени он предположительно затонул. Балкер SSI Excellent прибыл на следующий день, когда начались поисково-спасательные операции; NOAA Hurricane Hunter самолёт был отвлечен от исследовательской миссии, чтобы помочь в поиске.
В последующие дни прибыли дополнительные коммерческие суда и французские самолёты. Три члена экипажа были замечены французским самолётом на спасательном плоту и спасены 28 сентября. К 2 октября четыре тела были обнаружены, а остальные семь членов экипажа все ещё отсутствовали. Из-за отсутствия дополнительных признаков 5 октября французские власти приостановили спасательные операции. Трое выживших были отправлены на Мартинику 6 октября, а тела четырёх других членов экипажа были репатриированы их семьям. 7 октября буксир ALP Striker сообщил о сигналах бедствия. Поисково-спасательные работы возобновились 9 октября, хотя и в гораздо меньших масштабах, после обращений к французским властям со стороны правительств Хорватии и Украины. Родственники тех, кто был на корабле, создали фонд для оплаты частных самолётов для продолжения воздушного наблюдения. Однако в своем окончательном отчете о шторме NHC пришла к выводу, что пропавшие члены экипажа погибли, оставив троих выживших из 14 членов экипажа.
4 октября родственники членов экипажа и люди, работавшие на судне, заявили, что ремонт корабля был незавершенным и оно не готово к трансатлантическому плаванию. В частности, двигательная установка и рулевое управление были недостаточно качественными.

### Америка
Несмотря на то, что офисы Национальной метеорологической службы США (NWS) во Флориде и Северной Каролине находятся на расстоянии более 2000 миль (3200 км) от урагана, они предупредили, что волны от Лоренцо могут вызвать отводные течения и эрозию пляжа. Жителям прибрежных районов рекомендовалось избегать пребывания на пляжах. Однако четыре человека утонули после того, как попали в сильное течение в Северной Каролине. В Нью-Йорке трех человек унесло сильной волной. Один из них был спасен, но двое других были найдены мертвыми. В Род-Айленде, один рыбак утонул после попадания в бурный прибой, а во Флориде мужчина утонул во время плавания в сильный шторм, вызванных ураганом.
В Бермудах, Horseshoe Bay был закрыт для пловцов из-за опасных волн. Влияние шторма на состояние моря ощущалось на юге, вплоть до побережья Карибского моря и Южной Америки.

### Азорские острова
Рано утром 30 сентября Instituto Português do Mar e da Atmosfera (IPMA) выпустил для Азорских островов предупреждение об урагане. Школы и государственные учреждения были закрыты 2 октября, и людям было приказано оставаться в помещении. Azores Airlines отменила все рейсы на острова. Лоренцо считался самым сильным штормом, обрушившимся на острова за 20 лет. Порывы ветра 101 миль в час (163 км/ч) были зафиксированы на острове Корво, в то время как порывы ветра на Фаял и острова Flores достигла 90 миль в час (145 км/ч) и 88 миль в час (142 км/ч) соответственно. Высота волн на островах достигала 15 м (49 футов). В общей сложности 53 человека остались без крова и были переселены.
Самый серьёзный ущерб был нанесен в порту Лажеш-дас-Флорес, единственном торговом порту на острове Флорес. Здание порта и некоторые грузовые контейнеры были сметены, а сам док был частично поврежден. 3 октября правительство Азорских островов объявило о «ситуации энергетического кризиса» в Флоресе и Корво из-за трудностей с поставками топлива на эти два острова. На оставшуюся часть октября были установлены лимиты на продажу бензина на заправочных станциях двух островов. Общий ущерб по цепи островов составил около 330 миллионов евро (367 млн долларов), что сделало его одним из самых дорогостоящих циклонов, повлиявших на Азорские острова за последнее время.

### Ирландия

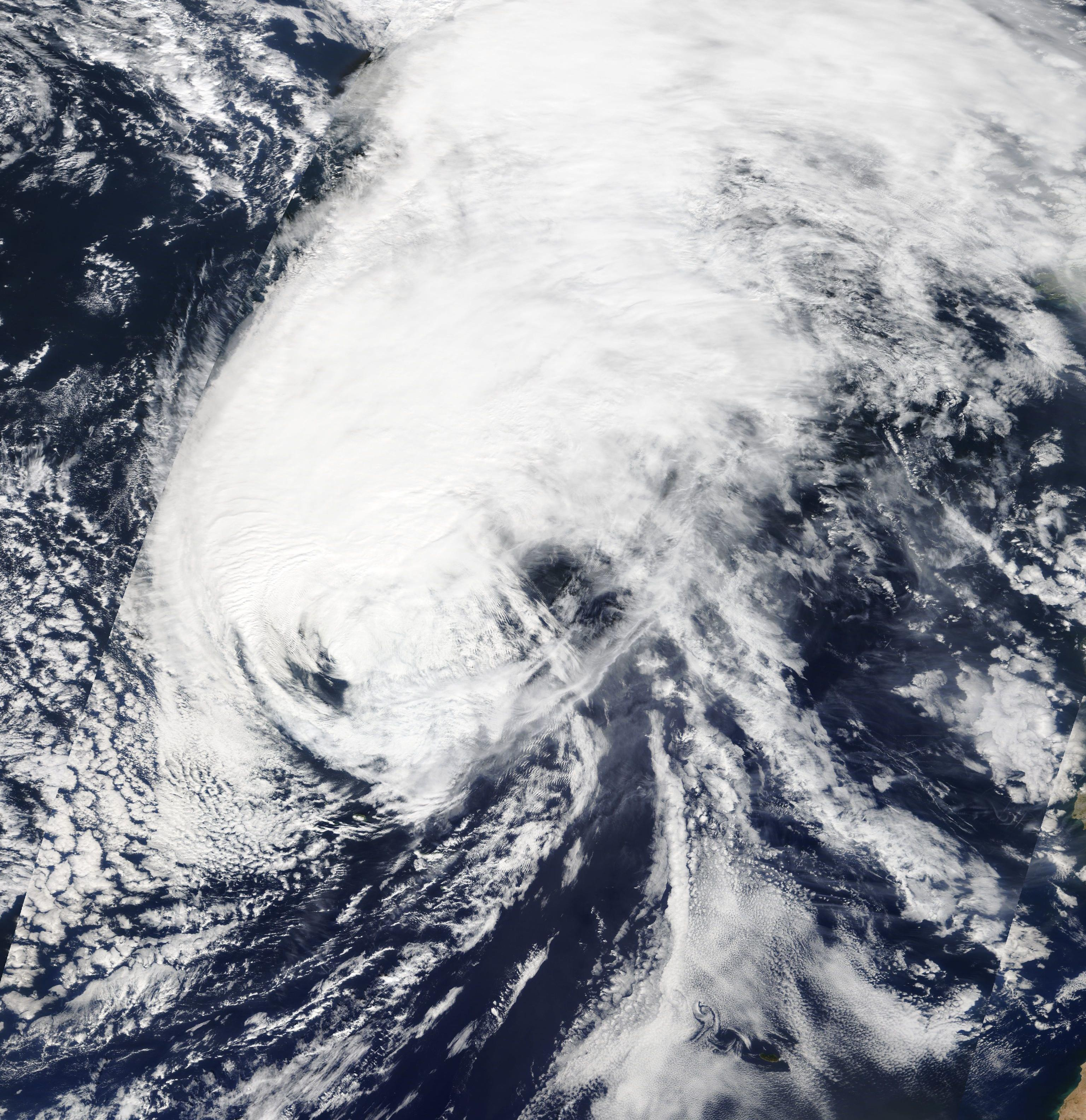
Hurricane Lorenzo approaching the British Isles on October 2.

2 октября компания Met Éireann выпустила предупреждение о оранжевом ветре для шести графств на западном побережье. Мет Эйрианн также отметил возможность затопления прибрежных районов и ущерба из-за сильных штормовых нагонов. На следующий день Met Éireann выпустил предупреждение о жёлтом ветре для всей страны и выпустило предупреждения о жёлтом дожде для Коннахта, Ленстера, Кавана, Монагана и Донегала. Несколько рейсов в аэропорту Дублина были отменены.
3 октября внетропические остатки Лоренцо прошли над буем M6, который расположен примерно в 250 милях (400 км) к западу от Мейс-Хед в Голуэе, зарегистрировал давление 969 гПа (28,6 дюйма рт. ст.). Буй также отметил волны высотой 12,5 м (41 фут) недалеко от центра Лоренцо. Пиковый порыв 107 км/ч (66 миль в час) наблюдался в Мейс-Хед. Тысячи домов и предприятий потеряли электроэнергию, при этом Управление электроснабжения восстановило 12 000 отключений в ночь с 3 на 4 октября; ещё 7500 домов остались без электричества утром. К пятнице, 4 октября, вся электроэнергия была восстановлена. Город Донегол был частично затоплен после того, как выпало 50 мм (2,0 дюйма) дождя. Река Эске вышла на заплаву. Паводковые воды достигли глубины 8 дюймов (20 см) в домах у реки, в то время как несколько дорог были перекрыты. Близлежащие города Бандоран, Фроссес и Лаги также пострадали от сильного наводнения. Ущерб в стране был в целом минимальным, о травмах или серьёзных инцидентах не сообщалось.

### Великобритания
2 октября Метеорологическое бюро выпустило предупреждение о жёлтом ветре для некоторых частей Северной Ирландии, а также Корнуолла, Девона и некоторых частей Уэльса Один человек погиб в Стаффорде после удара падающим деревом. В целом, однако, убытки от шторма Лоренцо были минимальными, с предупреждениями о погоде, снятыми к 4 октября.

## Заметки
Ураган Лоренцо самый восточный атлантический ураган 5-й категории за всю историю наблюдений, Лоренцо показал самый высокий показатель накопленной энергии циклонов (ACE) среди всех атлантических тропических циклонов к востоку от 45-го меридиана к западу. Кроме того, Лоренцо провел больше дней в качестве сильного урагана к востоку от 45-го меридиана к западу, чем любой предыдущий циклон в истории наблюдений, превзойдя Кэрри в 1957 году.